# Damernas linjelopp i landsvägscykling vid olympiska sommarspelen 2000
Damernas linjelopp i landsvägscykling vid olympiska sommarspelen 2000 ägde rum i den 26 september 2000 i Sydney. Loppet var mycket jämnt och medaljerna kunde inte fördelas utan video.

## Medaljörer
| Event              | Guld                            | Silver                     | Brons                 |
| Damernas linjelopp | Leontien Zijlaard Nederländerna | Hanka Kupfernagel Tyskland | Diana Žiliūtė Litauen |

## Resultat
| Placering | Cyklist                | Land             | Tid     |
| --------- | ---------------------- | ---------------- | ------- |
| 1         | Leontien Zijlaard      | Nederländerna    | 3:06:31 |
| 2         | Hanka Kupfernagel      | Tyskland         | —       |
| 3         | Diana Žiliūtė          | Litauen          | —       |
| 4         | Anna Wilson            | Australien       | —       |
| 5         | Svetlana Bubnenkova    | Ryssland         | —       |
| 6         | Magali le Floc'h       | Frankrike        | —       |
| 7         | Zulfija Zabirova       | Ryssland         | —       |
| 8         | Heide van de Vijver    | Belgien          | —       |
| 9         | Yvonne Schnorf         | Schweiz          | —       |
| 10        | Sara Symington         | Storbritannien   | —       |
| 11        | Genevieve Jeanson      | Kanada           | —       |
| 12        | Mirjam Melchers        | Nederländerna    | —       |
| 13        | Rasa Polikeviciute     | Litauen          | —       |
| 14        | Joane Somarriba Arrola | Spanien          | —       |
| 15        | Alessandra Cappellotto | Italien          | —       |
| 16        | Nicole Brändli         | Schweiz          | —       |
| 17        | Tetyana Stiajkina      | Ukraina          | —       |
| 18        | Jacinta Coleman        | Nya Zeeland      | —       |
| 19        | Oksana Saprykina       | Ukraina          | —       |
| 20        | Cindy Pieters          | Belgien          | —       |
| 21        | Pia Sundstedt          | Finland          | —       |
| 22        | Lyne Bessette          | Kanada           | —       |
| 23        | Tracey Gaudry          | Australien       | —       |
| 24        | Yvonne McGregor        | Storbritannien   | —       |
| 25        | Edita Pucinskaite      | Litauen          | + 0:06  |
| 26        | Jeannie Longo-Ciprelli | Frankrike        | —       |
| 27        | Ceris Gilfillan        | Storbritannien   | —       |
| 28        | Juanita Feldhahn       | Australien       | —       |
| 29        | Monica Valen           | Norge            | + 1:31  |
| 30        | Petra Rossner          | Tyskland         | + 2:46  |
| 31        | Valeria Cappellotto    | Italien          | —       |
| 32        | Priska Doppmann        | Schweiz          | + 3:46  |
| 33        | Valentyna Karpenko     | Ukraina          | + 4:02  |
| 34        | Fatima Blazquez Lozano | Spanien          | —       |
| 35        | Ingunn Bollerud        | Norge            | —       |
| 36        | Roz Reekie-May         | Nya Zeeland      | + 4:03  |
| 37        | Chantal Beltman        | Nederländerna    | —       |
| 38        | Solrun Flataas         | Norge            | + 4:33  |
| 39        | Catherine Marsal       | Frankrike        | —       |
| 40        | Vanja Vonckx           | Belgien          | + 6:09  |
| 41        | Miho Oki               | Japan            | —       |
| 42        | Olga Slioussareva      | Ryssland         | + 6:56  |
| 43        | Clara Hughes           | Kanada           | + 10:18 |
| 44        | Claudia Saintagne      | Brasilien        | + 17:48 |
| 45        | Chen Chiung-Yi         | Kinesiska Taipei | + 21:29 |
| 46        | Dania Perez            | Kuba             | + 21:57 |
| 47        | Nicole Freedman        | USA              | —       |
| 48        | Mercedes Cagigas Amed  | Spanien          | + 21:58 |
| 49        | Janildas Silva         | Brasilien        | + 28:41 |
|           | Yoanka Gonzalez        | Kuba             | DNF     |
|           | Ina-Yoko Teutenberg    | Tyskland         | DNF     |
|           | Dierdre Murphy         | Irland           | DNF     |
|           | Roberta Bonanomi       | Italien          | DNF     |
|           | Susy Pryde             | Nya Zeeland      | DNF     |
|           | Bianca Jane Netzler    | Samoa            | DNF     |
|           | Mari Holden            | USA              | DNF     |
|           | Karen Kurreck          | USA              | DNF     |